# Hombourg-Budange
Hombourg-Budange é uma comuna francesa na região administrativa de Grande Leste, no departamento de Mosela. Estende-se por uma área de 15,44 km². Em 2010 a comuna tinha 560 habitantes (densidade: 36,3 hab./km²).